# روبرت إتش ثاير
روبرت إتش ثاير (بالإنجليزية: Robert H. Thayer)‏ هو دبلوماسي ومحامي أمريكي، ولد في 22 سبتمبر 1901 في Southborough, Massachusetts ‏ في الولايات المتحدة، وتوفي في 26 يناير 1984 في واشنطن العاصمة في الولايات المتحدة بسبب ابيضاض الدم.